# LS1
Az LS1 (LS – Lemke–Schneider) vitorlázórepülőgép-család, melyet a német Rolladen-Schneider Flugzeugbau GmbH tervezett és gyártott.
A család tagjai:
- LS1-0
- LS1-A
- LS1-B
- LS1-C
  - balance vezérsíkos
  - nem vizezhető
  - levehető kabintető
  - vmax=230km/h
  - nincs fejtámla
  - nem állítható háttámla
- LS1-D
  - vizezhető
  - vmax=250km/h
- LS1-E
- LS1-F
  - vizezhető
  - hagyományos vezérsíkos
  - nyitható kabintető